# حملات فینیان‌ها
حملات فینیان‌ها (انگلیسی: Fenian raids) سلسله تهاجماتی است که اتحاد برادران فینیان در سال‌های ۱۸۶۶ تا ۱۸۷۱ به استحکامات، گمرکات و دیگر مواضع ارتش بریتانیا در کانادا انجام داده‌اند. برادران فینیان در آمریکا مستقر بودند. هدف از تهاجم آنها به مواضع ارتش بریتانیا در کانادا برای بیرون راندن ارتش این کشور از ایرلند بوده‌است. این گروه که بسیاری از آنها کاتولیکهای ایرلندی – کانادایی بودند چندین بار علیه اهداف انگلستان در کانادا دست به تهاجم زدند ولی تمامی این تهاجمات شکست خورد.

## تهاجم‌های فینیان علیه اهداف انگلستان در کانادا

### حمله به جزیره کامپوبلو در ۱۸۶۶
در آوریل سال ۱۸۶۶ با فرماندهی جان اوماهونی بود. در این تهاجم ۷۰۰ رزمنده به ساحل مقابل جزیره کامپوبلو فرود آمدند و تلاش کردند که این جزیره را از کنترل انگلستان خارج کنند.

### حمله نیاگارا در ۱۸۶۶
در اولین ساعات بامداد اول ژوئن نزدیک به ۱۳۰۰ رزمنده از رودخانه نیاگارا عبور کردند و به یک قایق جنگی آمریکایی بنام یو اس اس میشیگان تهاجم کردند.

### حمله پیجون هیل در ۱۸۶۶
بعد از شکست‌هایی که این گروه در غرب کانادا خورد تلاش کرد تا دامنه تهاجماتش را به شرق کانادا بکشاند. در هفتم ژوئن ۱۰۰۰ رزمنده با فرماندهی ژنرال ساموئل سپیر به داخل خاک کانادا نفوذ کردند و پیجون هیل را تصرف کردند ولی روز بعد ارتش کانادا آنها را محاصره کرد و این گروه مجبور به عقب‌نشینی شد.

### حمله می سیس کوای در ۱۸۷۰

#### نبرد رودخانه تروت
این نبرد یک رویارویی نظامی بود که در ۲۷ مه ۱۸۷۰ بوقوع پیوست. منطقه درگیری خارج از هانتینگدن (کبک) در نزدیکی مرز نیویورک صورت گرفت. منطقه درگیری نباید با رودخانه تروت در شمال غرب کانادا اشتباه گرفته شود.

## نتایج و تأثیرات درازمدت
حمایت از تهاجم‌های گروه فنیان بسرعت پایان یافت. بطوریکه از سال ۱۸۹۰ دیگر این گروه هیچ تهدیدی ایجاد نمی‌کرد. در نتیجه این تهاجمات، یک احساس ضد آمریکایی در کانادا به‌وجود آمد. مهمترین تأثیر تهاجمات فنیان‌ها تقویت ناسیونالیزم در میان کانادایی‌ها بود که باعث شد ایالت‌های آن به سوی کنفدراسیون تمایل پیدا کنند.